# Роз'їзд 42 (Ариська міська адміністрація)
Роз'їзд 42 (каз. рзд.42) — станційне селище у складі Ариської міської адміністрації Туркестанської області Казахстану. Входить до складу Монтайтаського сільського округу.
Населення — 84 особи (2021; 61 у 2009, 46 у 1999, 46 у 1989).